# Pisserenden
Pisserenden er den folkelige betegnelse for den inderste del af det gamle Nørre Kvarter i Indre By i København. Nørre Kvarter afgrænses af Nørre Voldgade, Nørregade, Vestergade og Vester Voldgade, og gennemskæres af de fem stræder: Larsbjørnsstræde, Larslejsstræde, Sankt Peders Stræde, Studiestræde og Teglgårdstræde. Navnet har aldrig fået en officiel karakter og går tilbage til de små stræder Lille Larsbjørnsstræde og Teglgårdstræde med flere brændevinsbrænderier (med kreaturhold), mange små jævne værtshuse, en fabrik og et arbejdsanvisningskontor for mænd. Betegnelsen er mindst 125 år gammel. Pisserenden havde indtil 1970'erne er blakket ry på grund af vinduesprostitutionen. I weekenderne besørger omegnens unge natteravne stadig i porte og kældernedgange. 
Den østlige del af Nørre Kvarter er ikke del af Pisserenden men udgør Latinerkvarteret sammen med kvarteret omkring Frue Plads med Københavns Universitets hovedbygning og Københavns Domkirke. Latinerkvarteret støder helt op til Købmagergade. Der bor omkring 1000 personer i området, i både lejelejligheder, andelslejligheder og ejerlejligheder.  
Pisserendens hjemmeside har som logo en tissende gadedreng i hiphoptøj.
I området finder man:
- Sankt Petri Kirke
- Folketeatret
- Valkendorfs Kollegium ("Pisserendens Juvel" ifølge alumnerne)
- Fantask